# Pseudacontia tricircula
Pseudacontia tricircula là một loài bướm đêm trong họ Noctuidae.